# Hüvelykujj izompárnája

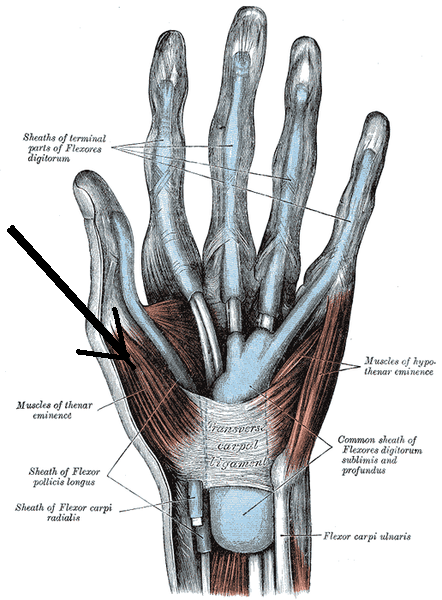
A kézhát (a nyíl mutatja az izompárnát)

A hüvelykujj izompárnája (latinul eminentia thenaris) a hüvelykujjnál található puha domborulat, melyet négy izom alkot.
- hüvelykujj-közelítő izom (musculus adductor pollicis)
- rövid hüvelykujj-távolító izom (musculus abductor pollicis brevis)
- rövid hüvelykujjhajlító izom (musculus flexor pollicis brevis)
- hüvelykujj-szembefordító izom (musculus opponens pollicis)

## Funkció
A hüvelykujjat kontrollálják.

## Beidegzés
A nervus medialis idegzi be őket.